# Polarium
Polarium è un videogioco per Nintendo DS, sviluppato da Mitchell Corporation. Si tratta di un puzzle game molto semplice, uscito fra i titoli di lancio della console in Giappone e in Europa. Esiste un seguito per Game Boy Advance chiamato Polarium Advance.
Il gioco è totalmente privo di trama, si tratta di un puzzle game "nudo e crudo".

## Modalità di gioco
I comandi di gioco sono impartiti usando il solo touch screen. L'area di gioco è composta da una griglia composta di tasselli quadrati, i quali possono essere bianchi o neri. Il concetto attorno a cui ruota il gioco è l'invertibilità dei singoli tasselli: sul touch screen si traccia una linea unica, senza interruzioni o sovrapposizioni, e tutti i tasselli facenti parte del percorso cambieranno la loro polarità (da bianco in nero o viceversa).
Sono presenti due modalità di gioco, Caduta Libera e Scaccomatto, più la Sfida per due giocatori.

### Caduta Libera
Nella Caduta Libera l'area di gioco è un pozzo, esteso su entrambi gli schermi, dove cadono una o più righe di tasselli. In maniera del tutto simile a ciò che avviene in Tetris, si dovranno eliminare le linee, prima che i due schermi saranno totalmente riempiti dai tasselli; per eliminare una riga è necessario che essa sia composta da tasselli della stessa polarità.
A seconda del modo in cui si eliminano le righe si ottengono più o meno punti; l'obiettivo è quello di totalizzare più punti durante i 10 livelli di gioco. Non ci sono interruzioni fra un livello e l'altro, ma cambiano le configurazioni dei tasselli e la loro velocità di caduta.

### Scaccomatto
La modalità Scaccomatto non presenta vincoli di tempo, ma si compone di 100 diversi livelli di gioco, in cui l'area di gioco si presenta sotto forma di griglia chiusa di dimensioni differente da livello a livello. Lo scopo è quello di eliminare tutte le righe di tasselli con un'unica linea. Come è lecito aspettarsi, col progredire dei livelli, la difficoltà tende a crescere sempre più.
È possibile anche creare i propri schemi di gioco per questa modalità e salvarne, fino a 100, nella propria scheda di gioco. Tramite un sistema di password si può identificare ciascuno schema creato, in modo da favorire la diffusione degli stessi fra i giocatori.

### Sfida
La Sfida è la modalità a due giocatori, fruibile anche con una sola scheda di gioco tramite Download DS. Come nella modalità Caduta Libera, l'area di gioco è un pozzo, il quale però si estende orizzontalmente lungo il touch screen (lungo l'altro schermo appare il pozzo del giocatore avversario); è quindi necessario ruotare di 90 gradi il DS per poter giocare in maniera ottimale.
L'obiettivo è di non far riempire il proprio schermo, eliminando le righe più velocemente possibile, con la possibilità di ostacolare l'avversario tramite l'uso di alcune armi che si ottengono eliminando le righe.